# Национальная гвардия Греции
Национальная гвардия (греч. Εθνοφυλακή) — является частью греческой армии и представляет собой добровольческие формирования бригадного размера, в основном расположенные на восточных островах, состоящие из обученных и вооруженных добровольцев мужчин (с 2019 года также и женщин). Её задачей в военное время является охрана важных объектов и участков местности, борьба с воздушными и морскими десантами, а также с диверсионно-разведывательными группами. Также она отвечает за гражданскую оборону.

## История
Первое подразделение греческой армии под названием «Национальная гвардия» было создано в 1843 году во время правления короля Оттона I. Это был добровольческий отряд, в состав которого входили мужчины 18-24 лет.
Национальная гвардия была реорганизована 10 ноября 1944 года в соответствии с Законом 17/1944, когда нацистские оккупационные войска покидали Грецию. В 1948 году, во время гражданской войны в Греции, были созданы Оборонительные батальоны национальной гвардии Греции (TEA), имевшие резко антикоммунистическую направленность. Их миссия заключалась в поддержке регулярной греческой армии в национальной обороне и внутренней безопасности. Командование подразделениями национальной гвардии находилось в главном управлении. Подразделения национальной гвардии участвовали в боях 1944 года в Афинах в так называемой Декемвриане в составе союзной армии под британским командованием.
После изменений в армии в 1945 году, предусмотренных «Боевым приказом 1946 года», служба теперь состояла из отдельной бригады национальной гвардии, которая состояла из 34 внутренних батальонов и 13 батальонов прикрытия. С 1946 года подразделения Национальной гвардии были реорганизованы, приобретя теперешний вид.
Из-за своей жесткой и правой ориентации батальоны TEA были ликвидированы в 1982 году правительством Андреаса Папандреу и реорганизованы.